# Matveï Glazounov
Pour les articles homonymes, voir Glazounov (homonymie).
Matveï Petrovitch Glazounov (Матвей Петрович Глазунов), né en 1757 à Serpoukhov et mort le 16/28 janvier 1830 à Moscou, est un membre de la 2e guilde des marchands de Moscou et le fondateur de la maison d'édition la plus ancienne de Russie. 

## Biographie
Il naît en août 1757 dans la famille d'un marchand de Serpoukhov, Piotr Fiodorovitch Glazounov (mort en 1768), dont les aïeux étaient des paysans de possad déjà en 1678.

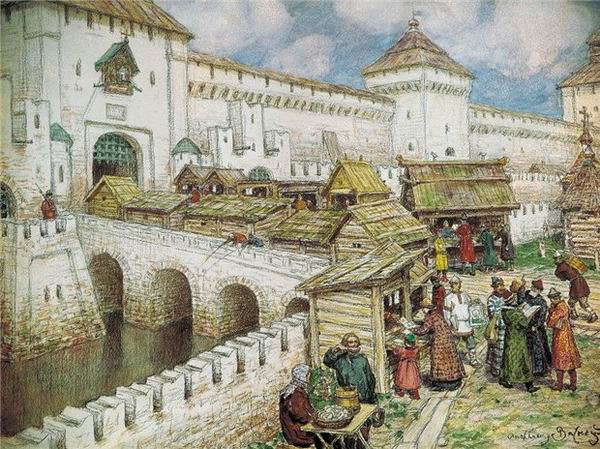
Boutique de livres sur le pont de la Passion au XVIIIe siècle
par Apollinari Vasnetsov.

Matveï Glazounov ouvre une boutique de livres sur la pont de la Passion entre 1780 et 1782. Sa première annonce (au nom du marchand Matveï Petrovitch) est publiée dans le n° 75 des Moskovskie vedomosti en 1782. Au départ, il fait du commerce seul, puis avec ses frères Ivan et Vassili.
Il est l'époux de la fille de Timofeï Polejaïev, libraire moscovite, commissionnaire de l'éditeur Nikolaï Novikov. Afin d'étendre le commerce de livres russes à Saint-Pétersbourg (où il existait la boutique académique et des libraires étrangers) Pojelaïev et Glazounov ouvrent en 1783 ou 1784 une boutique de livres sur la perspective Nevsky en face du Gostiny Dvor. 
L'arrestation de Novikov en 1793 provoque des conséquences désagréables pour Glazounov. Les livres de Novikov sont interdits, mais l'on en trouve chez des commerçants de livres dont Glazounov au cours de perquisitions. Un procès a lieu, mais en 1796 le pardon est accordé à la suite de la naissance du petit-fils de l'impératrice Catherine la Grande, Nicolas Pavlovitch. L'empereur Paul Ier, dès le premier jour de son règne, fait libérer Novikov; celui-ci usé et déjà âgé se dégage de toute activité sociale. 
Matveï Petrovitch Glazounov meurt le 16 janvier 1830 et est enterré au cimetière du monastère Simonov.
Ses affaires sont reprises par son frère Ivan Glazounov avec ses fils Piotr et Ilia Glazounov, puis par les fils de ce dernier, Alexandre, Ivan et Constantin Glazounov (père du compositeur Alexandre Glazounov).

## Source de la traduction
- (ru) Cet article est partiellement ou en totalité issu de l’article de Wikipédia en russe intitulé « Глазунов, Матвей Петрович » (voir la liste des auteurs).